# Gilletiella
Gilletiella — рід грибів. Назва вперше опублікована 1899 року.

## Класифікація
До роду Gilletiella відносять 3 види:
- Gilletiella apiahyna
- Gilletiella chusqueae
- Gilletiella late-maculans